# M34-es autóút (Magyarország)
Az M34-es autóút egy tervezett gyorsforgalmi út, amely Ukrajna felé haladva az M3-as autópálya folytatásaként Záhonnyal fogja összekötni Vásárosnaményt.

## Története
Az M3-as autópályához Kisvarsány térségébenfog csatlakozni az M34-es autóút, ami 36 kilométer hosszú lesz, Vásárosnaményt és Záhonyt köti majd össze kétszer két sávon. Záhonytól további 6 kilométeren épül meg az autóút a magyar-ukrán határig, míg az M3-as délebbre, Beregdarócnál éri el az ukrán határt.
A NIF Zrt. közbeszerzésére az UNITEF-83 Zrt. által vezetett, az UNITEF-83 Zrt., RODEN Kft. és a Tura-Terv Mérnökiroda Kft. által alkotott Konzorcium készítette el az M34-es autóút terveit és kapott 2017-ben építési engedélyt.
Az M34 engedélyezési terveinek készítése során figyelembe kellett venni a gyorsforgalmi közúthálózatának közérdekűségéről és fejlesztéséről szóló 2003. évi CXXVIII. törvényt, amely szerint az M34 Vásárosnamény (M3) – Záhony szakaszt hosszú távon 2 x 2 sávos autóútként, nagytávlatban autópályaként kell megvalósítani. Az Országos Területrendezési Tervről szóló 2003. évi XXVI. törvényt (továbbiakban OTrT törvény) az Országgyűlés 2003- ban fogadta el. Az Országos Területrendezési Tervről szóló törvény 2013.évi módosítása tartalmazza az M34 gyorsforgalmi út nyomvonalát. Az OTrT felülvizsgálatot követően módosított, 2014. január 1-jén hatályba lépett térképi munkarésze az M34 gyorsforgalmi út nyomvonalát tartalmazza. A Szabolcs-Szatmár-Bereg Megyei Önkormányzat 19/2011. (XII.1.) sz. rendeletével fogadta el Szabolcs-Szatmár-Bereg Megye Területrendezési Tervét. Az M34 engedélyezési terveinek készítésénél figyelembe kellett venni a KIF/26791/2015- NFM ikt. sz. NFM elrendelő levelet, amely M34 gyorsforgalmi utat I. ütemben 2 x 2 sávos autóútként irányozza elő. Az M34 gyorsforgalmi út Vásárosnamény-Záhony közötti szakaszára 2016. folyamán készült tanulmányterv és a környezeti hatástanulmány. Utóbbi alapján került kiadásra a szakaszra vonatkozó környezetvédelmi engedély, amelyet a Pest Megyei Kormányhivatal PE-KTF4497-84-2017.ikt. számú Határozatával adott ki 2017.október 27-én.

## Építése
A hozzávetőlegesen 39,3 km hosszú M34 autóút M3 - 41. sz. főút elválási csomópont és a 4. sz. főúthoz való Záhony térségi csatlakozás közötti 2x2 forgalmi sávos, fizikai (szalagkorlát és/vagy vasbeton elem) elválasztással rendelkező gyorsforgalmi szakasz és kapcsolódó építmények (6 különszintű és 1 szintbeni csomópont, műtárgyak, egy komplex és egy egyszerű, az út két oldalán elhelyezett pihenőhely, mérnökségi telep, szükség szerinti ellenőrzési pontok, érintett közművek, stb.) engedélyezési tervének elkészítése, a kapcsolódó szakági tervek elkészítésével kompletten, jogerős építési engedélyek megszerzése, továbbá az engedélyezési terv alapján a kiviteli terv elkészítése. A tervezésnél figyelembe kell venni, hogy az autóút nagytávban autópályává fejlesztendő.
A projekt része a meglévő M3-as autópálya jelenlegi 41-es főúti csomópontjától (279+900 km szelvény) a 287+000 km szelvényig való meghosszabbítása. A M3-as elválási csomóponttól indul az M34-es autóút szelvényezése. A Mándoki erdő magasságáig – 28+940 km szelvényig 26 m-es útkoronával épül ki, majd innen 90 km/h-s sebességkorlátozással ideiglenes visszakötést kap a 4-es főútig 22,50 m-es koronával. Az első ütemben a tervezési szakasz vége a 32+260 km szelvény a 4-es főútnál.
II. ütemben valósulhat meg új határátkelő építése esetén a Záhony keleti elkerülő újabb 5 km-es szakasza.

## Külső hivatkozások
- Nemzeti Infrastruktúra Fejlesztő Zrt.